# Dracaena kaweesakii
Espèce
Classification APG III (2009)
Dracaena kaweesakii est une espèce de plantes à fleurs de la famille des Asparagaceae. C'est un arbre endémique du centre de la Thaïlande. Il a été découvert en 2013 dans la province de Lopburi.